# Totnes Castle
Totnes Castle er en borg i byen Totnes ved floden Dart Devon i Sydengland. Den er et af de bedst bevarede eksempler på normanisk motte and bailey-borge i England. Den bevarede keep i sten og ringmur stammer fra 1300-tallet. Efter den normanniske erobring af England blev den hovedsæde i baroniet Totnes.
Fæstningen ligger strategisk på toppen af en høj bakke oven for byen og med udsyn mod tre dale.

## Historie
Man antager, at den første borg på stedet blev opført af Breton Juhel of Totnes (eller Judhael), der var en af Vilhelm Erobrerens løjtnanter. Han fik baroniet Totnes i 1068 og for at cementere sin position og kontrol over området opførte han en fæstning og grundlagde Totnes Priory i byen. Den først konstruktion bestod sandsynligvis af træpalisader og et tårn. Da Vilhelm 1. døde, mistede Juhel sandsynligvis sin støtte under oprøret i 1088. Baroniet Totnes blev herefter givet til Roger de Nonant, hvis efterkommere synes at have ejet fæstningen i de følgende tre generationer. Efter dem kom borgen i besiddelse af  William de Braose, 3. Lord af Bramber, som givetvis er ansvarlig for at opføre det første keep i sten og de første stenmure på stedet.
I 1326 var borgen gået i forfald og var blevet en ruin, mens den var i de la Zouch-familiens eje.
Der blev udstedt en kongelig ordre om at reparere fæstningen. Som et resultat af genopbygningen blev der opført et nyt keep i kalksten og sandsten fra Devons undergrund, og der blev udnævnt en konstabel. Under rosekrigene gik fæstningen atter i forfald. Under den engelske borgerkrig blev Totnes Castle beboet, men der blev ikke genopbygget forskansninger eller i større omfang repareret på fæstningen.
Fra 1984 har Totnes Castle været under English Heritage. Den er en fredet bygning (listed building) af Grade I*.
50°25′57″N 3°41′28″V / 50.4325°N 3.69119°V